# ۷۱۹ (قمری)
۷۱۹ (قمری)، هفتصد و نوزدهمین سال در گاهشماری هجری قمری است. اول محرم این سال برابر با دوم مارس سال ۱۳۱۹ میلادی است.